# Patrick Kpozo
Patrick Kpozo (Accra, 15 luglio 1997) è un calciatore ghanese, difensore del Baník Ostrava.

## Carriera

### Club
Kpozo ha cominciato la carriera in patria, nell'Inter Allies, con cui nel novembre 2013 ha debuttato in Ghana Premier League. Il 3 febbraio 2015, gli svedesi dell'AIK hanno reso noto d'aver ingaggiato Kpozo, che si sarebbe aggregato al resto della squadra a partire dalla successiva sessione estiva di calciomercato, una volta diventato maggiorenne.
Ha esordito con la nuova squadra il 19 agosto 2015, schierato titolare nel successo esterno per 0-6 sull'Ekerö IK, sfida valida per l'edizione stagionale della Svenska Cupen. Il 4 ottobre si è accomodato in panchina in occasione della 27ª giornata dell'Allsvenskan 2015, non venendo però utilizzato nel successo casalingo per 2-1 contro il Malmö FF.
Il 23 maggio 2016 ha avuto l'opportunità di debuttare nella massima divisione locale, schierato titolare nel successo esterno per 0-1 sul campo del Gefle. Il 30 giugno ha giocato la prima partita nelle competizioni europee per club: è stato titolare nella vittoria casalinga per 2-0 sul Bala Town, sfida valida per il primo turno di qualificazione all'Europa League 2016-2017. Ha chiuso l'annata con 17 presenze considerando tutte le competizioni.
Il 28 marzo 2017 è stato ceduto ai norvegesi del Tromsø con la formula del prestito, valido fino al successivo 20 luglio. Ha esordito in Eliteserien in data 9 aprile, schierato titolare nel 3-0 inflitto al Sogndal. A luglio ha fatto ritorno all'AIK per fine prestito con un paio di settimane di anticipo rispetto alla scadenza originale, allenandosi per un mese ma senza mai giocare.
Il 4 agosto 2017 è passato a titolo definitivo all'Östersund, legandosi al club per i successivi tre anni e mezzo. Nonostante ciò, anche all'Östersund ha faticato a trovare un posto stabile da titolare, partendo spesso dalla panchina. Nella seconda metà dell'Allsvenskan 2018, sotto la nuova guida tecnica dell'inglese Ian Burchnall che aveva sostituito il connazionale Graham Potter, Kpozo ha alternato 9 partite da subentrante a 4 da titolare. Tuttavia, nel 2019, dopo essere rientrato da un infortunio in precampionato, non è comunque mai stato schierato da Burchnall nell'arco dell'intera stagione.
Vista la mancanza di spazio a disposizione all'Östersund, nel gennaio 2020 Kpozo è sceso nella terza serie svedese con il prestito annuale all'IFK Luleå.

### Nazionale
Kpozo ha giocato per il Ghana under 20. È stato convocato per il mondiale di categoria del 2015. Il 10 giugno ha disputato l'unica partita all'interno della manifestazione, quella persa per 0-3 contro il Mali.
Il 18 giugno 2023 esordisce in nazionale maggiore nel pareggio per 0-0 contro il Madagascar.

## Statistiche

### Presenze e reti nei club
Statistiche aggiornate al 5 agosto 2017.
| Stagione       | Club         | Campionato | Campionato | Campionato | Coppe nazionali | Coppe nazionali | Coppe nazionali | Coppe continentali | Coppe continentali | Coppe continentali | Supercoppe | Supercoppe | Supercoppe | Totale | Totale |
| Stagione       | Club         | Comp       | Pres       | Reti       | Comp            | Pres            | Reti            | Comp               | Pres               | Reti               | Comp       | Pres       | Reti       | Pres   | Reti   |
| -------------- | ------------ | ---------- | ---------- | ---------- | --------------- | --------------- | --------------- | ------------------ | ------------------ | ------------------ | ---------- | ---------- | ---------- | ------ | ------ |
| 2013-2014      | Inter Allies | PL         | ?          | ?          | FACup           | ?               | ?               | -                  | -                  | -                  | -          | -          | -          | ?      | ?      |
| gen.-lug. 2015 | Inter Allies | PL         | ?          | ?          | FACup           | ?               | ?               | -                  | -                  | -                  | -          | -          | -          | ?      | ?      |
| lug.-dic. 2015 | AIK          | A          | 0          | 0          | CS              | 1               | 0               | -                  | -                  | -                  | -          | -          | -          | 1      | 0      |
| 2016           | AIK          | A          | 11         | 0          | CS              | 1               | 0               | UEL                | 5                  | 0                  | -          | -          | -          | 17     | 0      |
| Totale AIK     | Totale AIK   | Totale AIK | 11         | 0          |                 | 2               | 0               |                    | 5                  | 0                  |            | -          | -          | 18     | 0      |
| mar.-lug. 2017 | Tromsø       | ES         | 2          | 0          | CN              | 3               | 0               | -                  | -                  | -                  | -          | -          | -          | 5      | 0      |
| ago.-dic. 2017 | Östersund    | A          | 0          | 0          | CS              | 0               | 0               | UEL                | 0                  | 0                  | -          | -          | -          | 0      | 0      |
| Totale         | Totale       | Totale     | 13+        | 0+         |                 | 5+              | 0+              |                    | 5                  | 0                  |            | -          | -          | 23+    | 0+     |

## Palmarès

### Competizioni nazionali
- Campionato moldavo: 2

Sheriff Tiraspol: 2021-2022, 2022-2023
- Coppa di Moldavia: 2

Sheriff Tiraspol: 2021-2022, 2022-2023